# Zhang Zhilei
Zhang Zhilei (en chino: 张志磊; Zhoukou, 2 de mayo de 1983) es un deportista chino que compite en boxeo.
Participó en dos Juegos Olímpicos de Verano, obteniendo una medalla de plata en Pekín 2008, en el peso superpesado, y el quinto lugar en Atenas 2004, en el mismo peso. Ganó dos medallas de bronce en el Campeonato Mundial de Boxeo Aficionado, en los años 2007 y 2009.
En agosto de 2014 disputó su primera pelea como profesional. En su carrera profesional tuvo en total 27 combates, con un registro de 25 victorias, una derrota y un empate.

## Carrera profesional
El 10 de marzo de 2014, en la ciudad de Nueva York, Zhilei Zhang anunció que se convertiría en profesional. Zhang firmó un acuerdo promocional con Dynasty Boxing, que es una empresa de promoción que se especializa en el mercado chino.
Zhang noqueó a Curtis Tate en los primeros 17 segundos del primer asalto en su debut profesional en Fallon, Nevada, el 8 de agosto de 2014.
Zhang compiló un récord perfecto de 20-0 antes de pelear contra Andriy Rudenko en Mónaco el 30 de noviembre de 2019. Dominó al veterano ucraniano y consiguió una convincente victoria por decisión unánime, ganando en las tres tarjetas, 99–91, 98–92 y 97–93.
En su próxima pelea el 7 de noviembre de 2020, Zhang luchó contra Devin Vargas en la cartelera de la pelea por el título de peso ligero del CMB entre Devin Haney y Yuriorkis Gamboa. En su debut como peleador de Matchroom Boxing. Zhang cayó y detuvo a su oponente en el cuarto asalto.
Regresó al ring el 27 de febrero de 2021 para pelear contra el oficial Jerry Forrest en la cartelera de la pelea por el título de peso súper mediano entre Canelo Álvarez y Avni Yıldırım. Aunque Zhang comenzó con fuerza, anotando tres caídas en los primeros tres asaltos de la pelea, Forrest pudo luchar para regresar y obtener un empate mayoritario. Las tarjetas de puntuación finales decían 95–93 Forrest, 93–93 y 93–93, y las puntuaciones irregulares se debían a una deducción de puntos contra Zhang por posesión excesiva. Se reveló que después de la pelea, Zhang fue hospitalizado y luego le diagnosticaron "anemia, niveles altos de enzimas e insuficiencia renal de bajo nivel que pueden haber sido causados por una deshidratación severa".
El 27 de noviembre de 2021, Zhang se enfrentó a Craig Lewis en la cartelera de Teófimo López contra George Kambosos Jr. Zhang comenzó la pelea lentamente, pero derribó a Lewis dos veces en la segunda ronda, lo que llevó a la esquina de Lewis a tirar la toalla, dándole a Zhang la victoria por nocaut técnico.
Estaba previsto que Zhang peleara contra Filip Hrgović en una eliminatoria por el título de la FIB el 7 de mayo de 2022. Sin embargo, Hrgović se retiró de la pelea el 2 de mayo, afirmando que no había podido concentrarse durante su campo de entrenamiento debido a la muerte de su padre. Scott Alexander fue elegido como pelea de reemplazo en la cartelera principal de Canelo Álvarez vs. Dmitry Bivol, y la pelea pasó de ser la coestelar a la cartelera secundaria. Zhang ganó la pelea por nocaut en el primer asalto. Su pelea contra Hrgović fue reprogramada para el 20 de agosto de 2022, en Jeddah, Arabia Saudita, en la cartelera de Oleksandr Usyk vs. Anthony Joshua II. Esa noche, Zhang derribó a Hrgović en el primer asalto con un derechazo. Después de una reñida batalla de doce asaltos, los jueces otorgaron la pelea a Hrgović con puntuaciones de 115-112 dos veces y 114-113, en lo que la emisora Sky Sports describió como una decisión "generosa" después de una actuación "extraña" de Hrgović.

### Zhang vs. Joyce
El 2 de febrero de 2023, se anunció oficialmente que Zhang regresaría al ring en el Copper Box Arena de Londres, Inglaterra, el 15 de abril, contra el invicto campeón interino de la OMB, Joe Joyce.
El 15 de abril de 2023, Zhang derrotó a Joe Joyce y ganó el título interino de peso pesado de la OMB.

### Zhang vs. Joyce II
El 23 de septiembre de 2023, Zhang venció a Joe Joyce por KO en la revancha.

## Palmarés internacional
| Juegos Olímpicos   | Juegos Olímpicos         | Juegos Olímpicos  | Juegos Olímpicos |
| Año                | Lugar                    | Medalla           | Categoría        |
| ------------------ | ------------------------ | ----------------- | ---------------- |
| 2008               | Pekín (China)            | Medalla de plata  | +91 kg           |
| Campeonato Mundial |                          |                   |                  |
| Año                | Lugar                    | Medalla           | Categoría        |
| 2007               | Chicago (Estados Unidos) | Medalla de bronce | +91 kg           |
| 2009               | Milán (Italia)           | Medalla de bronce | +91 kg           |